# Phreatia platyclinoides
Phreatia platyclinoides är en orkidéart som beskrevs av Henry Nicholas Ridley. Phreatia platyclinoides ingår i släktet Phreatia och familjen orkidéer. Inga underarter finns listade i Catalogue of Life.